# Gouvernement provisoire de la République algérienne
Pour les articles homonymes, voir GPRA.
19 septembre 1958 – 4 août 1962
(3 ans, 10 mois et 16 jours)
Entités précédentes :
- Algérie française

Entités suivantes :
- République algérienne démocratique et populaire

Le Gouvernement provisoire de la République algérienne (GPRA), (en arabe: الحكومة المؤقتة للجمهورية الجزائرية), est le bras politique et gouvernemental du Front de libération nationale (FLN) durant la guerre d’indépendance de l’Algérie. Le GPRA a négocié les accords de paix (accords d'Évian) avec la France en 1962.

## Histoire
Le Comité de coordination et d'exécution (CCE), créé par le congrès de la Soummam du 20 août 1956, est le premier organe exécutif de la révolution algérienne, précurseur du Gouvernement provisoire de la République algérienne. Il est politiquement responsable devant le Conseil national de la Révolution algérienne (CNRA), qui constitue un embryon de parlement dont les membres sont désignés par cooptation, faute de pouvoir organiser des élections en raison de l'état de guerre en Algérie. 
Le 27 juin 1957, le CNRA vote une résolution donnant délégation au CCE pour former un gouvernement provisoire algérien, afin de parachever la mise en place des institutions de la « Révolution » et la reconstruction d'un État algérien moderne. Lors de sa réunion du 22 au 28 août 1958 au Caire, il charge le CCE d'annoncer la création du « Gouvernement provisoire de la République algérienne » (GPRA), dont le nom a été choisi, à dessein, pour rappeler celui du Gouvernement provisoire de la République française (GPRF), qui gouverna la France à la Libération. 

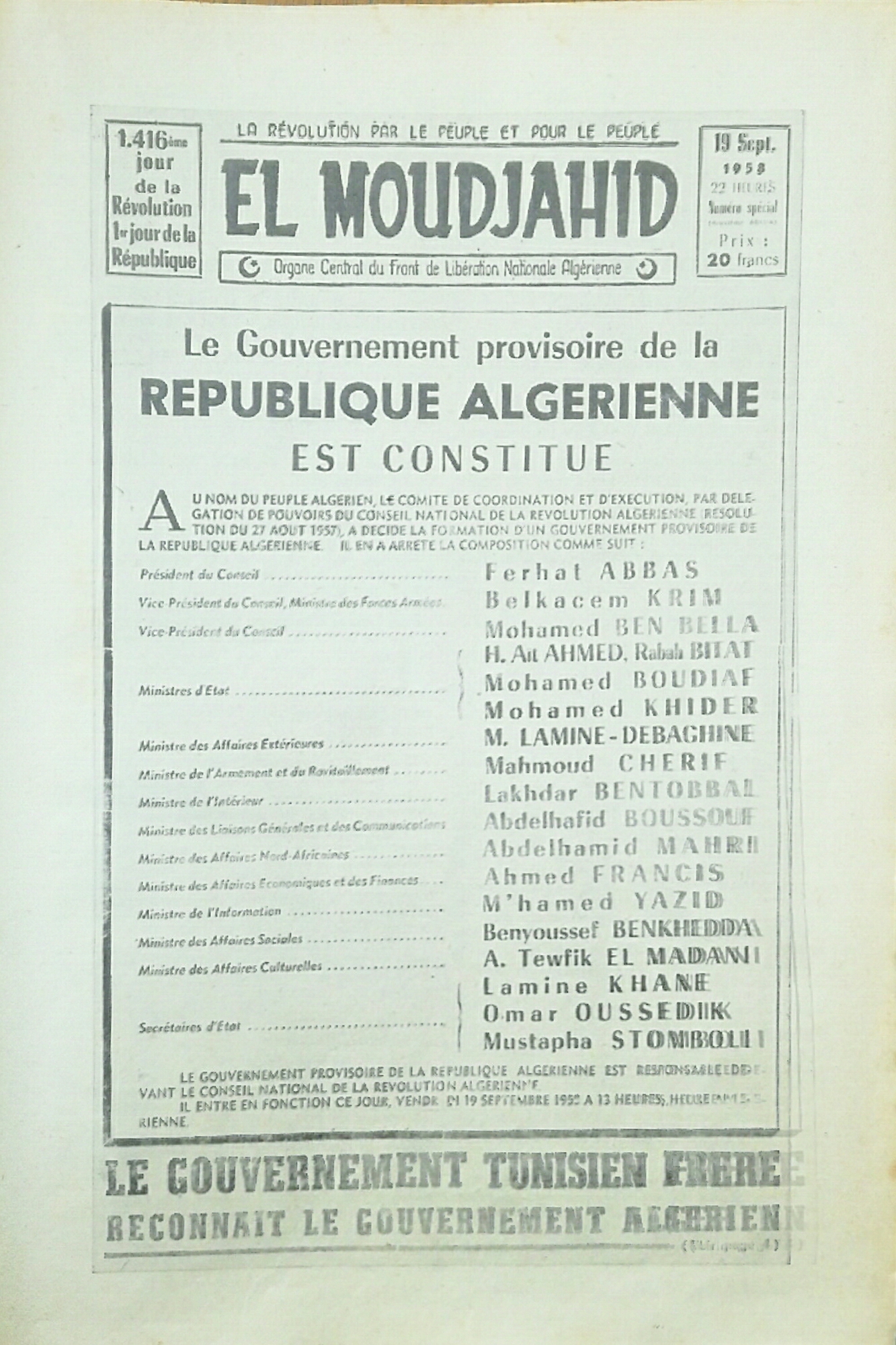
Annonce de la constitution du GPRA dans El Moudjahid du 19 septembre 1958.

L'annonce officielle a lieu le 19 septembre 1958 au Caire. Le même jour, le président du GPRA, Ferhat Abbas, fait sa première déclaration publique, définissant les circonstances de la naissance de ce gouvernement et les objectifs qu'il doit atteindre. Le jour même, il est reconnu par l'Irak, la Libye, le Maroc et la Tunisie. 
Cet événement met les autorités françaises, qui prétendaient ne pas avoir d'interlocuteur pour négocier, devant le fait accompli. 
Entre 1958 et 1962, il y eut trois formations du Gouvernement provisoire de la République algérienne.

## Composition des gouvernements

### Premier gouvernement (19 septembre 1958-18 janvier 1960)
Le premier gouvernement était composé de, :
- Président du GPRA : Ferhat Abbas

- Vice-président, Ministre des forces armées : Krim Belkacem
- Vice-président, Ministre d'État : Ahmed Ben Bella (en prison)

- Ministre d'État : Hocine Aït Ahmed (en prison)
- Ministre d'État : Mohamed Boudiaf (en prison)
- Ministre d'État : Mohamed Khider (en prison)
- Ministre d'État : Rabah Bitat (en prison)

- Ministre des Affaires extérieures : Mohamed Lamine Debaghine (démissionne le 15 mars 1959[7])
- Ministre de l'Armement et du Ravitaillement : Mahmoud Cherif
- Ministre de l'Intérieur : Lakhdar Bentobal
- Ministre des Liaisons générales et Communications : Abdelhafid Boussouf
- Ministre des Affaires nord-africaines : Abdelhamid Mehri
- Ministre des Affaires économiques et des Finances : Ahmed Francis
- Ministre de l'Information : M'Hamed Yazid
- Ministre des Affaires sociales : Benyoucef Benkhedda
- Ministre des Affaires culturelles : Ahmed Taoufik El Madani

- Secrétaire d'État : Lamine Khene
- Secrétaire d'État : Omar Oussedik
- Secrétaire d'État : Mostefa Stambouli (en)

### Deuxième gouvernement (18 janvier 1960-9 août 1961)
Le deuxième gouvernement était composé de :
- Président du GPRA : Ferhat Abbas

- Vice-président, ministre des Affaires étrangères : Krim Belkacem
- Vice-président, ministre d'État : Ahmed Ben Bella (en prison)

- Ministre d'État : Hocine Aït Ahmed (en prison)
- Ministre d'État : Mohamed Boudiaf (en prison)
- Ministre d'État : Mohamed Khider (en prison)
- Ministre d'État : Rabah Bitat (en prison)
- Ministre d'État : Saïd Mohammedi

- Ministre des Affaires sociales : Abdelhamid Mehri
- Ministre de l'Intérieur : Lakhdar Bentobal
- Ministre des Liaisons générales et Communications : Abdelhafid Boussouf
- Ministre des Affaires économiques et des Finances : Ahmed Francis
- Ministre de l'Information : M'Hamed Yazid

### Troisième gouvernement (9 août 1961-27 septembre 1962)
Le troisième et dernier gouvernement était composé de :
- Président du GPRA : Benyoucef Benkhedda

- Vice-président, ministre de l'Intérieur : Krim Belkacem
- Vice-président, ministre d'État : Ahmed Ben Bella (en prison)
- Vice-président, ministre d'État : Mohamed Boudiaf (en prison)

- Ministre d'État : Hocine Aït Ahmed (en prison)
- Ministre d'État : Mohamed Khider (en prison ; démissionne le 1er juillet 1962)
- Ministre d'État : Rabah Bitat (en prison)
- Ministre d'État : Saïd Mohammedi
- Ministre d'État : Lakhdar Bentobal

- Ministre des Affaires étrangères : Saâd Dahlab
- Ministre des Liaisons générales et Communications : Abdelhafid Boussouf
- Ministre de l'Information : M'Hamed Yazid

## Reconnaissance internationale
| État                             | Date              |
| -------------------------------- | ----------------- |
| Irak ; Libye ; Maroc ; Tunisie   | 19 septembre 1958 |
| Arabie saoudite ; Corée du Nord  | 20 septembre 1958 |
| République arabe unie ; Yémen    | 21 septembre 1958 |
| Chine ; Soudan (en)              | 22 septembre 1958 |
| Nord Viêt Nam                    | 26 septembre 1958 |
| Indonésie                        | 27 septembre 1958 |
| Guinée                           | 30 septembre 1958 |
| Mongolie                         | 15 décembre 1958  |
| Liban                            | 15 janvier 1959   |
| Yougoslavie                      | 12 juin 1959      |
| Ghana                            | 10 juillet 1959   |
| Jordanie                         | 20 septembre 1959 |
| Liberia                          | 7 juin 1960       |
| Togo                             | 17 juin 1960      |
| Union soviétique                 | 3 octobre 1960    |
| Mali                             | 14 février 1961   |
| République du Congo-Léopoldville | 19 février 1961   |
| Tchécoslovaquie                  | 25 mars 1961      |
| Bulgarie                         | 29 mars 1961      |
| Pakistan                         | août 1961         |